# Lew Suchanow
Lew Jewgienjewicz Suchanow (ur. 1935 w Moskwie).
Absolwent Moskiewskiego Instytutu Inżynieryjno-Budowlanego. W 1988 doradca zastępcy przewodniczącego Budownictwa Państwowego ZSRR. Od 1989 do 1990 doradca przewodniczącego Komitetu ds. Budownictwa i Architektury Rady Najwyższej RFSRR. Od 1991 był doradcą prezydenta Jelcyna. Od 1994 koordynował działalność Izby Społecznej przy prezydencie Jelcynie.